# تفنگداران
تفنگداران (فرانسوی: Les Carabiniers‎) یک فیلم کمدی-درام و جنگی به کارگردانی ژان-لوک گدار محصول سال ۱۹۶۳ سینمای فرانسه است.

## داستان
تفنگداران داستان دو مرد فقیر را بیان می‌کند که برای خدمت در جنگ با وعده و فریب ثروت هنگفت فراخوانده شده‌اند. اولیس (مارینو ماس) و میکل‌آنجلو (آلبرت ژروس) نامه‌هایی از پادشاه کشور خود (کشور ساختگی در داستان) دریافت می‌کنند که به آن‌ها این اجازه را می‌دهد در هنگام جنگ آزادی کامل داشته باشند هر کاری که می‌خواهند انجام دهند، و در عوض هر چیزی که می‌خواهند -از جمله استخر شنا، مازراتی، زنان- با هزینهٔ دشمن به دست بیاورند.
همسران آنها، ونوس و کلئوپاترا (کاترین ریبیرو و ژنوویو گاله) وقتی متوجه می‌شوند که آن‌ها قرار است ثروتمند شوند آن‌ها را به جنگ تشویق می‌کنند. آن‌ها از جبهه‌های جنگ و دهکده‌ها عبور کرده و هر طوری که می‌خواهند آن‌ها را ویران و غارت می‌کنند. سوءاستفاده‌های این دو نفر به وسیلهٔ کارت پستال‌هایی که برای همسرانشان می‌فرستند، بازگو می‌شود و داستان‌های وحشتناک جنگ را به آن‌ها می‌گویند. ایده قبلی که مردان در جنگ از هم پاشیده‌اند و همچنان فقیر هستند و زخمی نیز شده‌اند. آن‌ها با یک چمدان پر از کارت پستال‌هایی که شکوه و عظمت جهانی را که برای آن جنگیده‌اند، نشان می‌دهند به خانه بازمی‌گردند، و از طرف ارتش به آن‌ها گفته می‌شود که برای دریافت پاداش خود از جنگ باید منتظر بمانند.
یک روز، در آسمان صدای منور شنیده می‌شود و این دو نفر با تصور این که جنگ پایان یافته‌است، به شهر می‌روند. اولیس و میکل‌آنچلو توسط مقام مافوق خود مطلع می‌شوند که پادشاه آن‌ها در جنگ شکست خورده‌است و همهٔ جنایتکاران جنگ باید مجازات شوند. این دو مرد به جرم جنایات خود تیرباران می‌شوند.

## واکنش‌های انتقادی
پائولین کائول (منتقد) در مورد فیلم در مجله هارپر در سال ۱۹۶۹، بیان کرد: «جهنم برای تماشای اولین ساعت … هیجان انگیز است که پس از آن فکر کنید زیرا دنبالهٔ خوبش، یعنی دنبالهٔ بلند کارت پستال در پایان بسیار باورنکردنی و طولانی‌مدت است. تصویر در حال خزیدن و خفه شدن بود، سپس از یک سیم بلند بالا می‌رود و روی آن راه می‌رود و راه رفتن را ادامه می‌دهد تا اینکه تقریباً از تحسین تقریباً گیج شویم. طناب محکم به ندرت در فیلم‌ها کشیده می‌شود. . .»

## در فرهنگ عامه
سوزان سانتاگ نویسنده و منتقد مشهور در مجموعه مقالات خود در سال ۱۹۷۷ دربارهٔ عکاسی نام برد به این فیلم ارجاع می‌دهد. سانتاگ با احترام به «دو دهقان لاغر» که به جای گنج‌های ملموس با کارت پستال‌های تحمیل‌شده از گنج‌های جهان به خانه بازمی‌گردند، اشاره می‌کند که «گگ گدار (Godard's gag) به وضوح جادوی دوپهلوی تصاویر عکاسی را ترسیم می‌کند.»